# Zugmaß

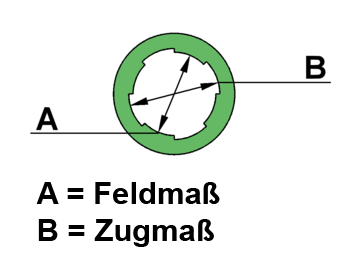
Darstellung von Feld- und Zugmaß im Laufquerschnitt

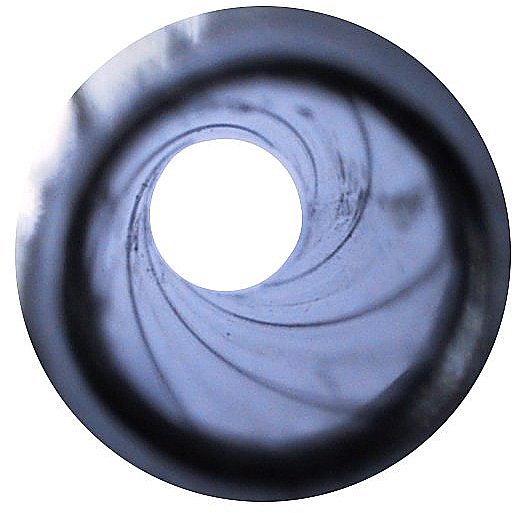
In das Feld eingeschnittene Züge im Lauf einer 9-mm-Pistole

Das Zugmaß gibt den Abstand zweier gegenüberliegender Züge im Lauf einer Schusswaffe an. 
Das Zugmaß ist immer größer als das Feldmaß. Das Feldmaß ist seinerseits geringfügig enger als das Maß des Kalibers, also des tatsächlichen Geschossdurchmessers. 
Der Merksatz, mit dem sich Büchsenmacher(-Lehrlinge) merken, dass das Zugmaß immer größer als das Feldmaß ist, lautet: „Der Zug fährt durchs Feld.“

## Funktionsweise
Das Mantelmaterial bzw. der oder die Führungsringe des Projektils werden durch die Felder und Züge im Lauf während des Schusses verformt. Die etwas unterkalibrigen Felder verdrängen einen Teil des Materials in die etwas überkalibrigen Züge. Dabei kommt es zu geringer Spanabhebung und zu „Schmiereffekten“ des Projektilmaterials. Das Zugmaß gewährleistet, dass sich das Projektilmaterial ausreichend in die Züge einpresst, damit das zur Rotation des Projektils nötige Drehmoment übertragen werden kann. Drall und Austrittsgeschwindigkeit bestimmen die Rotationsgeschwindigkeit des Projektils; sie beträgt beispielsweise bei Handfeuerwaffen bis zu etwa 300.000 Umdrehungen pro Minute (höhere Rotationsgewindigkeiten führen oft zum Verlust des Projektils durch Eigenzerstörung). Das Gewicht des Projektils bestimmt die von den Zügen der Waffe zu übertragenden Kräfte.
Das Feldmaß ist etwas kleiner als der Projektildurchmesser. Dadurch wird die Abdichtung im Lauf erreicht. Wenn das Feldmaß größer als der Projektildurchmesser ist, kommt es zu Gasdruckverlusten, Gasschlupf sowie zum Verlust der Drallführung des Projektils. Dies führt durch hohe Gasströme zur Gaserosion des Laufes und zu schlechten Schussleistungen (schlechte Präzision) der Waffe. 
Die Dralllänge ist das dritte für Läufe wichtige Maß. Die Dralllänge beschreibt die Strecke, die ein Projektil im Lauf zurücklegt, um eine vollständige Drehung (360°) um die Längsachse zu vollziehen. 
Die Feld-, Zug- und Drallmaße für Handfeuerwaffen sind in der Regel genormt. Speziell bei den Drallmaßen sind allerdings entsprechend den Anforderungen für verschiedene Patronenmunition Unterschiede festzustellen.